# Schloss Deutschkreutz
Schloss Deutschkreutz är ett renässansslott bestående av en fyra flyglars byggnad med arkader i två plan och hörntorn. Det ligger i mellersta Burgenland ungefär fem kilometer från den ungerska gränsövergången Sopron. Inomhus finns stuckaturer, ett slottskapell med gamla fresker, möbler och gobelänger. Den österrikiske bildkonstnären Anton Lehmden förvärvade byggnaden 1966 och påbörjade en upprustning som fortsatte fram till hans död 2018. Han har ännu en egen stående utställning i slottet.

## Historik år 1340-1966
Tätorten Deutschkreutz som idag har drygt 3 000 invånare fungerade som handelsplats redan på medeltiden. Den tillhörde Ungern från 1340 och heter på ungerska Sopronkeresztúr. År 1919, efter första världskriget, övergick den till Österrikes förvaltning och till den nybildade förbundsstaten Burgenland. Av tradition finns här tyskspråkiga, ungerska, kroatiska och judiska församlingar. 
Första gången en medeltida borg omnämns i trakten var 1492. Fram till 1535 ägdes denna av den ungerska adelsfamiljen Kanizsay. Genom giftermål övergick då borgen till släkten Nádasdy. Thomas III Nádasdy (1498-1562) lät 1560 bygga om borgen till ett slott i italiensk renässansstil.
Slottet i dess nuvarande form kom till 1625 under Paul Nádasdy, som även lät uppföra kapellet år 1632.
Franz III Nádasdy dömdes till döden och avrättades på grund av en sammansvärjning mot den tysk-romerske kejsaren och kungen av Ungern Leopold I. Godset tillföll monarken, som år 1676 sålde det till den avrättades svåger, greve Paul Esterházy.
Senare medlemmar av ätten Esterházy uppehöll sig inte ofta på slottet, vilket minskade dess betydelse alltmer. Det blev samlingspunkten för ett jättelikt gods med agrara näringsgrenar och förblev så fram till andra världskriget.
Mellan 1945 och 1955 förvaltades slottet av ockupationsmakten Sovjet och användes som kasern. Under denna tid blev större delen av inredningen svårt skadad och kapellet förstördes helt.
1957 fick kommunen Deutschkreutz möjlighet att förvärva slottet.
Åren 1966–2018 befann det sig i konstnären Anton Lehmdens ägo. 

## Bilder

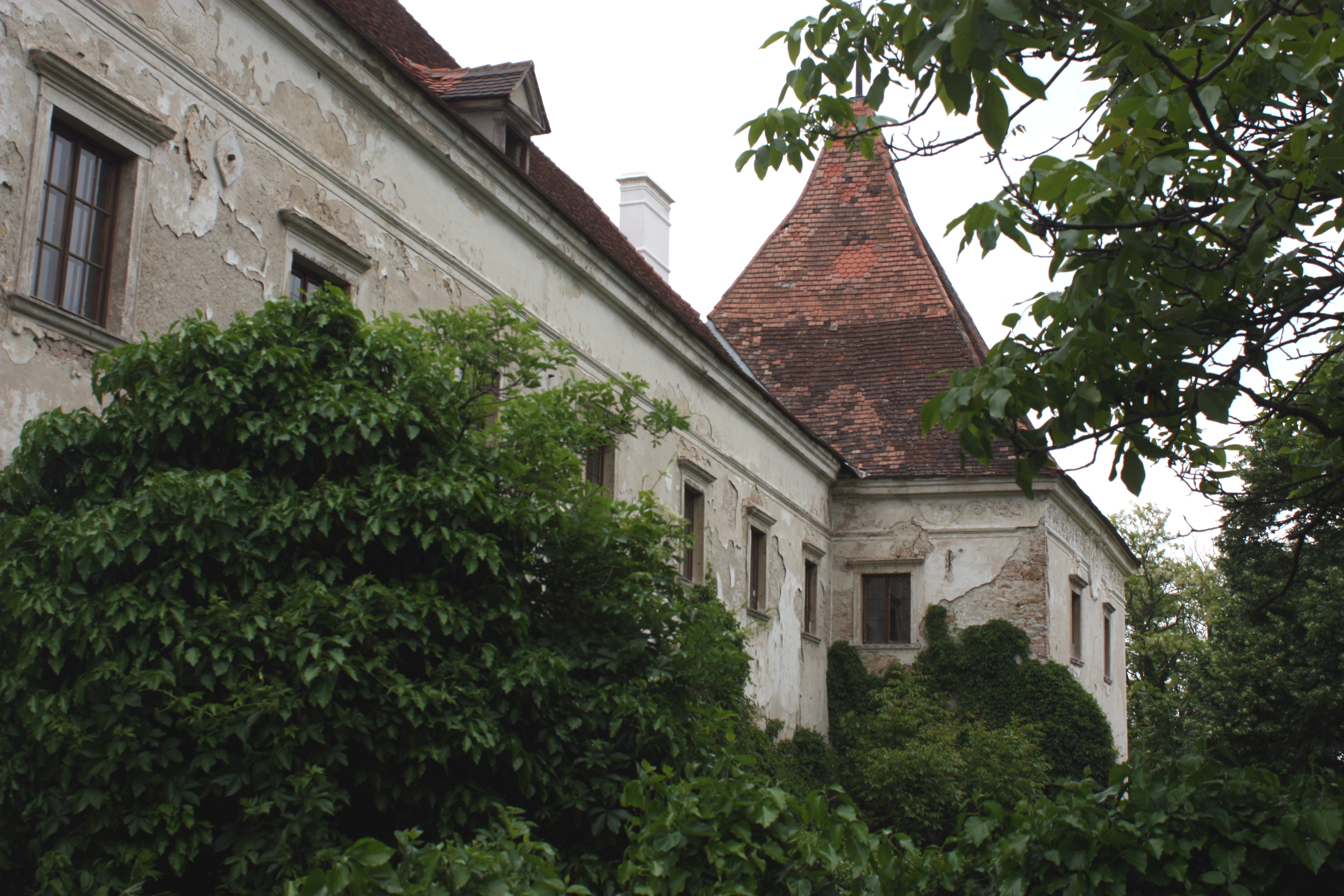
Utsidans fasad
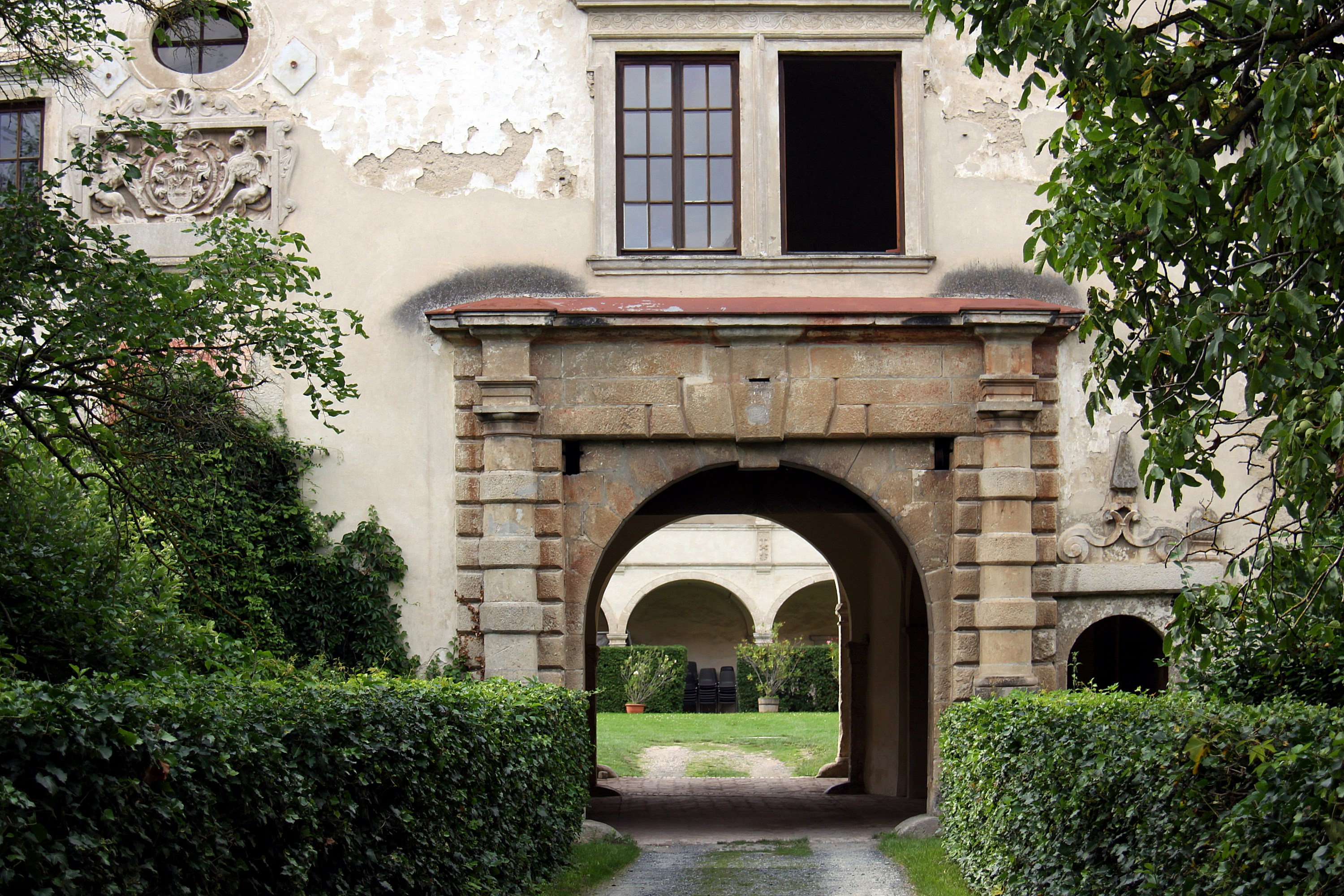
Portgång
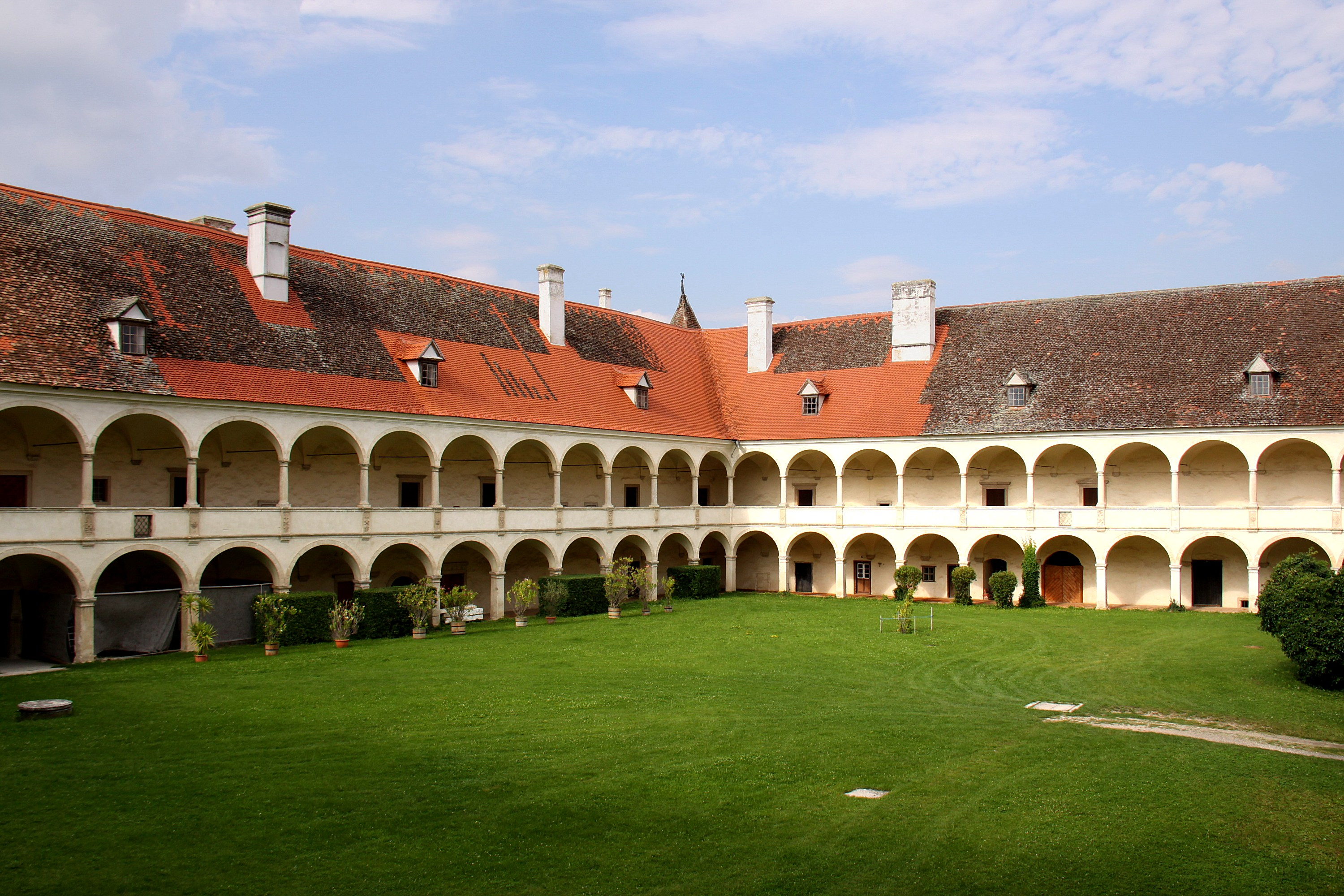
Borggård och arkader
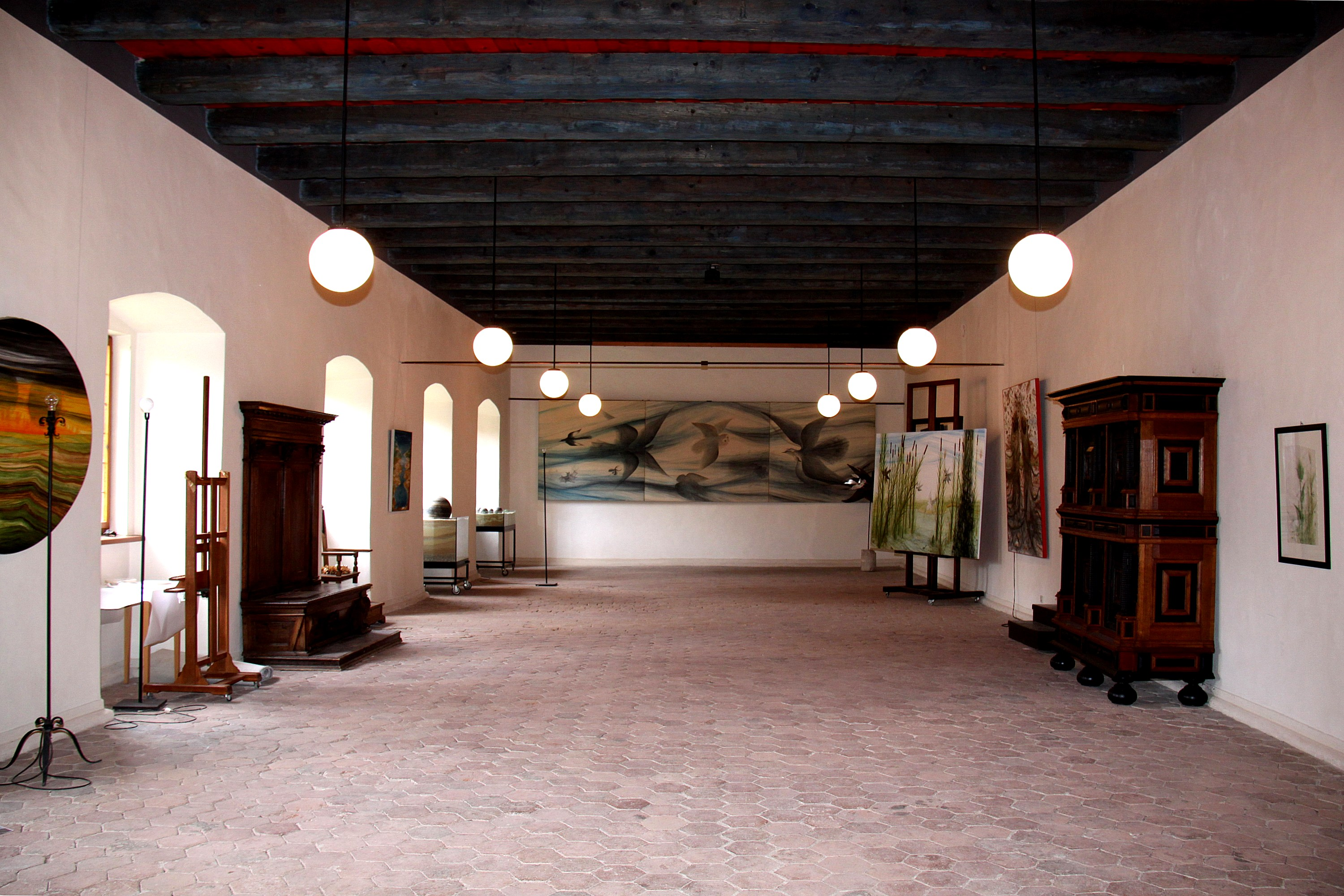
Interiör

## Film
- Werner Herzog: Die beispiellose Verteidigung der Festung Deutschkreutz, kortfilm (1967)